# Bromsgrove
Bromsgrove és un poble del districte de Bromsgrove, Worcestershire, Anglaterra. Té una població de 34.820 habitants i districte de 96.769. Al Domesday Book (1086) està escrit amb la forma Bremesgrave.